# Liste der Naturdenkmale in Asselfingen
| Naturdenkmale | Anzahl |
| ------------- | ------ |
| FND           | 6      |
| END           | 2      |
| Gesamt        | 8      |

Die Liste der Naturdenkmale in Asselfingen nennt die verordneten Naturdenkmale (ND) der im baden-württembergischen Alb-Donau-Kreis liegenden Stadt Asselfingen. In Asselfingen gibt es insgesamt acht als Naturdenkmal geschützte Objekte, davon sechs flächenhafte Naturdenkmale (FND) und zwei Einzelgebilde-Naturdenkmale (END).
Stand: 31. Oktober 2016.

## Flächenhafte Naturdenkmale (FND)
| Name                                                              | Bild | Kennung     | Einzelheiten                | Position | Fläche Hektar | Datum        |
| ----------------------------------------------------------------- | ---- | ----------- | --------------------------- | -------- | ------------- | ------------ |
| Erdfall (Doline) mit Zulaufgraben                                 | BW   | 84250110003 | Asselfingen                 | ⊙        | 0,1           | 8. Aug. 1997 |
| Hangbereich mit Wassergraben (Halbtrockenrasen mit Gehölzbestand) | BW   | 84250110007 | Asselfingen                 | ⊙        | 0,8           | 8. Aug. 1997 |
| Hohlenstein (3 Höhlen)                                            |      | 84250110002 | Herbrechtingen, Asselfingen | ⊙        | 0,4           | 8. Aug. 1997 |
| Rahmenstein (3 Felsen mit unterschiedlichen Höhlen)               | BW   | 84250110001 | Asselfingen                 | ⊙        | 0,2           | 8. Aug. 1997 |
| Schafweide „Großer Hungerberg“                                    | BW   | 84250110008 | Asselfingen                 | ⊙        | 3,2           | 8. Aug. 1997 |
| Schafweide „Heusteige“                                            | BW   | 84250110006 | Asselfingen                 | ⊙        | 1,5           | 8. Aug. 1997 |
| Legende für Naturdenkmal                                          |      |             |                             |          |               |              |

## Einzelgebilde (END)
| Name                           | Bild | Kennung     | Einzelheiten | Position | Fläche Hektar | Datum        |
| ------------------------------ | ---- | ----------- | ------------ | -------- | ------------- | ------------ |
| Kastaniengruppe (21 Kastanien) | BW   | 84250110004 | Asselfingen  | ⊙        | 0,0           | 8. Aug. 1997 |
| 1 Winterlinde                  | BW   | 84250110005 | Asselfingen  | ⊙        | 0,0           | 8. Aug. 1997 |
| Legende für Naturdenkmal       |      |             |              |          |               |              |